# Текстильмаш
ОАО «Текстильмаш» — машиностроительное предприятие в России. Производит ткацкие станки с микропрокладчиками, выпускает в том числе рапирные металлоткацкие станки. Расположено в городе Чебоксары.

## История
В 1961 году началось строительство нового завода Чебоксарского  машиностроительного завода по выпуску машин для предприятий текстильной промышленности. В стране быстрыми темпами развивалась химическая промышленность. На строящемся заводе планировалось выпускать текстильное технологическое оборудование для обработки искусственного и синтетического волокна.
В 1964 года выпущена первая партия нестандартного оборудования для собственных нужд. 
В 1971 году начато производство станков СТБ.
В 2005 году — реорганизация в группу компаний "Техмашхолдинг".

## Производство
Предприятием изготовлено более 87 тысяч ткацких станков, работающих на ткацких фабриках и текстильных предприятиях в 58 странах мира.

## Награды
- Орден Труда (Чехословакия) (1975)[1]
- "Золотой Меркурий"
- "Золотая Звезда"
- Европейская награда за качество
- Международная награда за качество и достижения в области технологии
- орден Трудового Красного Знамени

## Известные сотрудники
Николаев, Олег Алексеевич